# Chlorops lascivus
Chlorops lascivus är en tvåvingeart som beskrevs av Adams 1904. Chlorops lascivus ingår i släktet Chlorops och familjen fritflugor. Inga underarter finns listade i Catalogue of Life.